# Голямо-Белово
Голямо-Белово (болг. Голямо Белово) — село в Болгарии. Находится в Пазарджикской области, входит в общину Белово. Население составляет 529 человек.

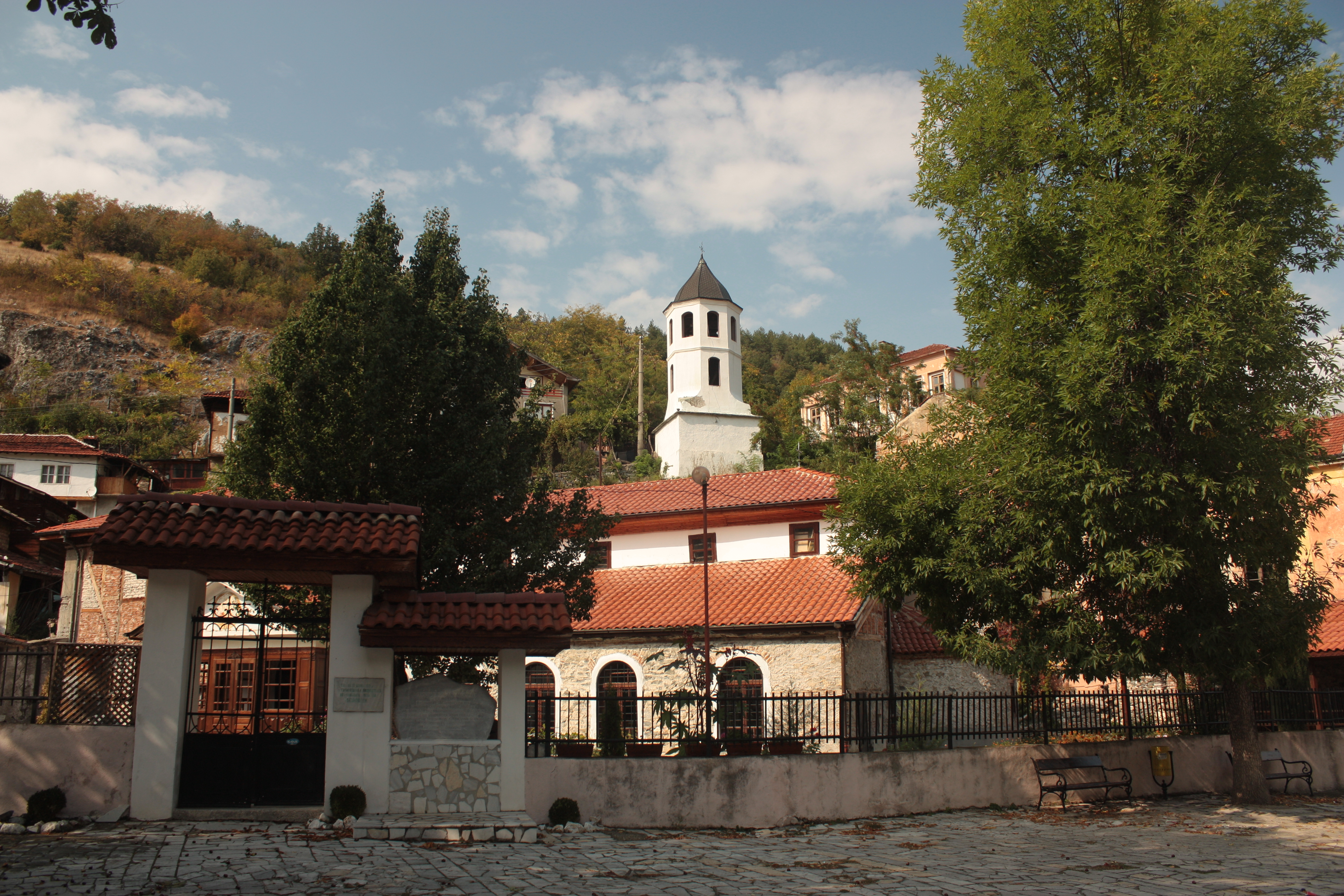
Церковь Св. Георгия (1813 г.)

## Политическая ситуация
В местном кметстве Голямо-Белово, в состав которого входит Голямо-Белово, должность кмета (старосты) исполняет Иван Димитров Митов (Политическое движение социал-демократов (ПДСД)) по результатам выборов.
Кмет (мэр) общины Белово — Кузман Атанасов Маринков (коалиция в составе 3 партий: Национальное движение «Симеон Второй» (НДСВ), Болгарская социал-демократия (БСД), Союз свободной демократии (ССД)) по результатам выборов.